# Агустін Марчесін
Агустін Марчесін (ісп. Agustín Marchesín, нар. 16 березня 1988, Сан-Каєтано) — аргентинський футболіст, воротар іспанського клубу «Сельта» і збірної Аргентини.

## Клубна кар'єра
Народився 16 березня 1988 року в місті Сан-Каєтано. Вихованець футбольної школи клубу «Уракан».
У дорослому футболі дебютував 2007 року виступами за команду «Ланус», в якій провів сім сезонів, взявши участь у 178 матчах чемпіонату. Більшість часу, проведеного у складі «Лануса», був основним гравцем команди. У 2007 році став чемпіоном Аргентини, незважаючи на те, що не зіграв за команду ні хвилини, а у 2013 році допоміг команді виграти Південноамериканський кубок, зігравши втому числі в обох матчах фіналу проти бразильської «Понте Прети» (1:1, 2:0).. За «Ланус» провів понад 200 матчів у всіх турнірах.
Згодом з 2015 по 2019 рік грав у складі мексиканських команд «Сантос Лагуна» та «Америка», ставши з обома чемпіоном Мексики у 2015 та 2018 роках відповідно.
31 липня 2019 року Марчесін перейшов до португальського «Порту», підписавши чотирирічну угоду. У складі «драконів» Марчесін відразу став основним воротарем, замінивши Ікера Касільяса, який переніс серцевий напад у травні. 2020 року аргентинець допоміг команді виграти чемпіонат, Кубок та Суперкубок Португалії. Станом на 24 січня 2021 року відіграв за клуб з Порту 46 матчів в національному чемпіонаті.

## Виступи за збірні
2009 року залучався до складу молодіжної збірної Аргентини, взявши участь у турнірі в Тулоні, на якому зіграв у всіх 5 матчах і був визнаний найкращим воротарем команди, а аргентинці здобули бронзові нагороди.
18 березня 2011 року дебютував в офіційних матчах у складі національної збірної Аргентини  в товариському матчі проти збірної Венесуели (4:1).
У складі збірної був учасником Кубка Америки 2015 року у Чилі, де разом з командою здобув «срібло», та Кубка Америки 2019 року у Бразилії, на якому команда здобула бронзові нагороди. Втім на обох турнірах Марчесін був запасним воротарем і на поле не виходив.

## Титули і досягнення
- Чемпіон Аргентини (1):

«Ланус»: Апертура 2007
- Чемпіон Мексики (2):

«Сантос Лагуна»: Клаусура 2015
«Америка»: Апертура 2018
- Володар Кубка Мексики (1):

«Америка»: Клаусура 2019
- Володар Суперкубка Мексики (2):

«Сантос Лагуна»: 2015
«Америка»: 2019
- Чемпіон Португалії (2):

«Порту»: 2019–20, 2021–22
- Володар Кубка Португалії (2):

«Порту»: 2019–20, 2021–22
- Володар Суперкубка Португалії (2):

«Порту»: 2020, 2022
- Володар Південноамериканського кубка (1):

«Ланус»: 2013
- Переможець Кубка Америки: 2021
- Срібний призер Кубка Америки: 2015
- Бронзовий призер Кубка Америки: 2019

### Індивідуальні
- Найкращий воротар турніру в Тулоні: 2009[11]
- Найкращий воротар чемпіонату Мексики: 2015–16, 2018–19
- Найкращий воротар чемпіонату Португалії: 2019–20[12]